# Villa Ravignani Guarienti
Villa Ravignani Guarienti (ex villa Vanti) è una villa veneta che si trova in località Piani nel comune di Fumane, nella Valpolicella, in provincia di Verona.

## Descrizione
Custodita da un muro che ne circonda i tre giardini e il grande parco, poi trasformato in vigneto, questo complesso è formato da due corpi architettonici principali, da una casa per i dipendenti e da cantina che risale ai primi dell'Ottocento con una scala che porta nella zona invecchiamento del vino (alcuni storici ne vedono una copia, in formato rustico, della "scala della ragione" dei palazzi scaligeri). 
Il manufatto più recente, quello ottocentesco, è una dimora di campagna di oltre mille metri quadrati. La villa vera e propria venne costruita, come affermano due iscrizioni, tra il Quattrocento e il Seicento. Alcuni studi non confermati, suggeriscono che la villa sia sorta sui ruderi di un convento. Tutto il complesso, ad eccezione di una parte del corpo ottocentesco, appartenne per sei secoli ai conti Ravignani (famiglia citata da Dante nella Divina Commedia) ed è pervenuta per eredità diretta ai conti Guarienti nel secolo scorso.